# Maria Schneider
Maria Schneider, geboren als Maria-Hélène Schneider (Parijs, 27 maart 1952 – aldaar, 3 februari 2011), was een Franse actrice. Ze was een dochter van acteur Daniel Gélin, die haar echter nooit erkend heeft.
Schneider is vooral bekend van haar rol als Jeanne in de film Ultimo Tango a Parigi uit 1972, waarin ze de tegenspeelster van Marlon Brando is. De regisseur van de film, Bernardo Bertolucci, heeft in een interview met Twan Huys voor het televisieprogramma College Tour in 2013 bevestigd dat hij en Marlon Brando voorafgaande aan de opnames van de bekende boterscène zonder medeweten van Schneider hadden afgesproken dat Brando haar tijdens het filmen bij verrassing zou aanranden, omdat Bertolucci haar reactie als meisje wilde filmen en niet haar reactie als actrice. Bertolucci bekende altijd wroeging te hebben gehad over deze aanpak.
In 1979 was de biseksuele Schneider in de lesbische rol van Liliane de tegenspeelster van Monique van de Ven in de Nederlandse speelfilm Een vrouw als Eva.
Schneider stierf in 2011 op 58-jarige leeftijd aan de gevolgen van kanker.

## Filmografie (selectie)
- 1971 - Les Jambes en l'air
- 1972 - La Vieille Fille
- 1972 - Ultimo Tango a Parigi
- 1973 - Reigen
- 1975 - The Passenger
- 1975 - L.A. Babysitter
- 1978 - Io Sono Mia
- 1979 - La Dérobade
- 1979 - Een vrouw als Eva
- 1980 - Haine
- 1980 - Mama Dracula
- 1981 - Merry-Go-Round
- 1982 - Cercasi Gesù
- 1983 - Balles Perdues
- 1987 - Résidence Surveillée
- 1989 - Bunker Palace Hôtel
- 1992 - Les Nuits fauves
- 1992 - Au Pays des Juliets
- 1996 - Jane Eyre
- 2000 - Les Acteurs
- 2002 - La Repentie